# Артамас
Артама́с (рос. Артамас) — присілок у складі Вадінського району Пензенської області, Росія.
Населення — 9 осіб (2010; 23 у 2002).
Національний склад станом на 2002 рік:
- росіяни — 100 %